# Huw Jones
Huw Richard Forbes Jones (Edimburgo, 17 dicembre 1993) è un rugbista a 15 britannico, internazionale per la Scozia, che gioca nel ruolo di tre quarti centro con i Glasgow Warriors nel Pro14.

## Biografia
Terminate le scuole superiori, nel 2013 Huw Jones si trasferì in Sudafrica e l'anno dopo entrò a far parte della Western Province con cui disputò dapprima la Vodacom Cup e poi anche la Currie Cup; nel 2015 iniziò a giocare pure nel Super Rugby con la franchigia degli Stormers.
Il 25 giugno 2016 debuttò a livello internazionale con la Scozia affrontando il Giappone a Tokyo. Giocò da titolare in tutte e cinque le partite del Sei Nazioni 2017, segnando due mete nella partita persa 61-21 contro l'Inghilterra.
Nel 2017 tornò in Scozia unendosi ai Glasgow Warriors.

## Palmarès
- United Rugby Championship: 1
Glasgow Warriors: 2023-24